# A Nasty Boy
A Nasty Boy est un magazine de mode nigérian fondé le 19 février 2017. C'est le premier magazine LGBTQ du Nigeria. Le magazine célèbre les histoires, les personnes et les voix marginalisées à travers le prisme de la communauté LGBTQ nigériane. A Nasty Boy a été fondé par Richard Akuson, un avocat nigérian, journaliste de mode, écrivain, rédacteur en chef et responsable de relations publiques. En juin 2017, A Nasty Boy a été présenté dans un article de CNN, ce qui le fait connaître à l'international. Peu de temps après, Dazed le présente comme le magazine de mode le plus controversé du Nigeria, et les éditeurs de Vogue répertorient A Nasty Boy dans leur sélection What to Read this Fall (« que lire cet automne »). Le magazine reçoit des descriptions positives de The Guardian, BBC, France24, 1843 (magazine) (en), iD, OkayAfrica, Mic (entreprise) (en) parmi beaucoup d'autres.

## Description
A Nasty Boy est fondé par Richard Akuson, né à Nassarawa, étudiant à la Nigerian Law School de Lagos qui a collaboré aux éditions sud-africaine de Marie-Claire et à Cosmopolitan Nigeria. Il a également contribué au magazine nigérian BellaNaija, comme rédacteur de mode. Akuson lance le magazine Nasty Boys en 2017 en parallèle de ses études. Passionné de mode et des questions sociales au Nigéria, il souhaite promouvoir un magazine permettant aux hommes nigériens de questionner leur rapport à la masculinité en bouleversant les normes de représentations stéréotypées. Le magazine adopte également une ligne éditoriale féministe.
Défendre la diversité
Pour la marche des fiertés de 2017, A Nasty Boy collabore avec WeTransfer et The Dots pour présenter la prochaine génération de créateurs LGBTQ.
Le magazine propose des photos d'hommes maquillés, pailletés, habillés de robes en transgressant les normes de genre. Il met par exemple à l'affiche la série photo queer de Tutu Zondo intitulée « Velvet Revolution ». 
Richard Akuson souhaite un magazine s'adressant aux personnes LGBT, mais le magazine n'est pas un magazine « gay », l'homosexualité étant par ailleurs passible de 10 années de prison au Nigéria.
Liste des 40 « méchants »[Quoi ?]
En 2018, pour la liste inaugurale de A Nasty Boy, le magazine met en lumière 40 créateurs qui bouleversent les normes à travers l'art, la photographie, et l'écriture. La liste comprend des artistes tels que Ruth Ossai, Adebayo Oke Lawal, Papa Oppong, Yagazie Emezi et Rich Mnisi.
Nouvelle direction
En janvier 2020, le fondateur Richard Akuson annonce que Vincent Desmond prend la relève en tant que nouveau rédacteur en chef et éditeur du magazine.